# یان سرامیک
یان سرامیک (انگلیسی: Jan Šrámek; زاده ۱۱ اوت ۱۸۷۰ – درگذشته ۲۲ آوریل ۱۹۵۶) سیاستمدار، نویسنده، و کشیش کاتولیک اهل چکسلواکی بود. وی از ۲۱ ژوئیه ۱۹۴۰ تا ۵ آوریل ۱۹۴۵ نخست‌وزیر دولت در تبعید چکسلواکی بود.
یان سرامیک در ۲۲ آوریل ۱۹۵۶، در سن ۸۵ سالگی درگذشت. 